# Kundai Benyu
Kundai Leroy Jeremiah Benyu (ur. 12 grudnia 1997 w Camden Town) – zimbabwejski piłkarz grający na pozycji środkowego pomocnika. Od 2021 jest zawodnikiem klubu Vestri.

## Kariera klubowa
Swoją karierę piłkarską Benyu rozpoczął w 2007 roku w juniorach klubu Ipswich Town. W 2016 roku stał się członkiem pierwszego zespołu, a w grudniu 2016 został z niego wypożyczony do Aldershot Town grającego w National League, w którym zadebiutował 17 grudnia 2016 w przegranym 0:2 domowym meczu z Chester. W Aldershot grał do końca sezonu 2016/2017.
W lipcu 2017 Benyu przeszedł do Celtiku. 19 sierpnia 2017 zaliczył w nim swój debiut w Scottish Premier League w zwycięskim 2:0 wyjazdowym meczu z Kilmarnock. Był to zarazem jego jedyny mecz w barwach Celtiku. W sezonie 2017/2018 sięgnął z nim po tryplet – mistrzostwo, Puchar Szkocji i Puchar Ligi.
W styczniu 2018 Benyu został wypożyczony do Oldham Athletic. 13 stycznia 2018 zaliczył w nim debiut w EFL League One w zremisowanym 1:1 domowym meczu z Rotherham United. W Oldham spędził pół roku.
W lutym 2019 Benyu wypożyczono do Helsingborgs IF. Swój debiut w nim zanotował 6 kwietnia 2019 w przegranym 1:2 wyjazdowym meczu z BK Häcken. Zawodnikiem Helsingborga był przez rok.
W październiku 2020 Benyu odszedł z Celtiku do Wealdstone grającego w National League. Zadebiutował w nim 26 października 2020 w zwycięskim 3:2 domowym spotkaniu z Chesterfield. Zawodnikiem Wealdstone był do końca 2020.
W lutym 2021 Benyu został zawodnikiem islandzkiego Vestri, grającego w 1. deild. Swój debiut w nim zanotował 8 maja 2021 w zwycięskim 3:0 wyjazdowym meczu z Ungmennafélag Selfoss.
| Sezon   | Klub            | Kraj     | Rozgrywki       | Mecze | Gole |
| ------- | --------------- | -------- | --------------- | ----- | ---- |
| 2015/16 | Bournemouth     | Anglia   | Championship    | 0     | 0    |
| 2016/17 | Aldershot Town  | Anglia   | National League | 22    | 5    |
| 2017/18 | Celtic          | Szkocja  | Premier League  | 1     | 0    |
| 2017/18 | Oldham Athletic | Anglia   | League One      | 4     | 0    |
| 2018/19 | Celtic          | Szkocja  | Premier League  | 0     | 0    |
| 2019    | Helsingborgs IF | Szwecja  | Allsvenskan     | 10    | 1    |
| 2019/20 | Celtic          | Szkocja  | Premier League  | 0     | 0    |
| 2020/21 | Wealdstone      | Anglia   | National League | 12    | 0    |
| 2020/21 | Vestri          | Islandia | 1. deild        | 16    | 0    |

## Kariera reprezentacyjna
W reprezentacji Zimbabwe Benyu zadebiutował 8 listopada 2017 w przegranym 0:1 towarzyskim meczu z Lesotho, rozegranym w Maseru. W 2022 roku został powołany do kadry na Puchar Narodów Afryki 2021. Na tym turnieju rozegrał dwa mecze grupowe: z Senegalem (0:1) i z Malawi (1:2).